# Station Gdańsk Zaspa
Station Gdańsk Zaspa is een spoorwegstation in de Poolse plaats Gdańsk.